# Топи, Джемой
Джемо́й Уэ́йд То́пи (англ. Jamoi Wade Topey; род. 13 января 2000, Портмор, Ямайка) — ямайский футболист, защитник клуба «Кавалер».

## Карьера
В 2019 году стал игроком ямайского клуба «Кавалер». В марте отправился в аренду в США в клуб «Бэтлегем Стил». Дебютировал в ЮСЛ в матче против клуба «Бирмингем». В январе 2020 года отправлялся в аренду во вторую команду «Филадельфии Унион».
В Премьер лиге Ямайки дебютировал в августе 2021 года в матче с «Молинес Юнайтед».

## Карьера в сборной
В марте 2019 года был вызван в сборную Ямайки. Дебют состоялся в товарищеском матче со сборной Коста-Рики. Следующий матч Джемоя пришёлся на четвертьфинал турнира «Gold Cup 2019», где он вышел на замену в матче со сборной Панамы. В начале 2022 года вновь был вызван в сборную. Вышел на поле в матче со сборной Перу.